# Ямато (фильм)
«Ямато» (яп. 男たちの大和) — японский художественный фильм 2005 года кинорежиссёра Дзюнъи Сато.

## Сюжет
6 апреля 2005 года, канун 60-й годовщины гибели легендарного линкора «Ямато», символа мощи японского императорского флота. Начальник порта Куре предлагает седовласому шкиперу Кацуми Камио посетить поминальную церемонию по случаю юбилея, хотя и знает, что тот никогда ранее так не делал. Старик привычно отказывается. В это же время в кабинет входит женщина с необычной просьбой отвезти её в по адресу 30°22′ с. ш. 128°04′ в. д. — координаты, где покоятся останки корабля. Ей, разумеется, также отказывают: нужное ей место в 200 км от берега и море в том районе неспокойное. Но женщина не успокаивается, она приехала издалека и не хочет уезжать ни с чем.
Пока она безуспешно пытается договориться о поездке с местными капитанами, Кацуми Камио отправляется к прибрежному памятнику моряку с «Ямато» и возлагает венок, совершая молитву. Обернувшись, он видит на берегу ту же женщину: её зовут Макико Утида, и она является дочерью мичмана «Ямато» Мамору Утиды, которого Кацуми считал погибшим в тот страшный день (как оказалось, Мамору Утида дожил до 2004 года). Макико с удивлением понимает, что перед ней один из выживших членов экипажа. В итоге они отправляются в путь к точке затопления: Макико, Камио и юный моряк Ацуси. Параллельно пути к месту крушения повествование фильма перемещается в 1945 год, когда Кацуми было всего 15 лет, и он был гардемарином.
Весной 1944 года Камио вместе с рядом молодых моряков, которым нет и 16 лет, был записан в экипаж «Ямато», на котором с 1941 года служили более опытные мичманы Утида, Мориваки и Караки. На корабле строго соблюдается дисциплина: нарушителей бьют за непослушание, приучая их стойко переносить любую боль. В октябре 1944 года линкор впервые вступает в бой во время сражения в заливе Лейте. В ходе массированного авианалёта линкор получает несколько попаданий, а также гибнет часть экипажа (в том числе брат Камио); мичман Утида лишается левого глаза, и многих моряков отправляют в госпиталь. За кадром сообщается, что японский флот понёс колоссальные потери.
Поступающие с фронта вести не радуют: после падения Сайпана и на фоне массированных авианалётов американцев некоторые задаются вопросом о целесообразности дальнейших боёв. В марте 1945 года до экипажа доходят слухи о грядущем вторжении на Окинаву: перед отправкой на очередную миссию «Ямато» всех членов его экипажа отправляют в небольшой отпуск. Камио встречается со своей подругой детства Таэко и узнаёт страшную правду: его мать погибла во время авианалёта на Куре, закрыв телом Таэко. Поскольку он уже потерял родителей и брата, он впадает в отчаяние. Таэко признаётся ему в любви, а перед отправкой дарит ему амулет на удачу. Лежащий в госпитале Утида сбегает оттуда, чтобы встретиться со своей возлюбленной, а мать вернувшегося Ниси требует от него, чтобы тот не вздумал умирать.
Вице-адмирал Императорского флота Японии Рёносукэ Кусака сообщает командиру «Ямато» Сэйити Ито детали миссии: линкору нужно будет отправиться к берегам Окинавы и высадить там часть экипажа, который должен примкнуть к японскому гарнизону, а на своём пути «Ямато» должен уничтожать все американские корабли сопровождения. Однако у линкора не будет никакой поддержки с воздуха: хотя командование Императорского флота осознаёт всю тяжесть ситуации и самоубийственную сущность операции, другого выхода нет: у Японии остался только этот линкор, а она должна использовать каждый шанс на победу.
Утром 7 апреля 1945 года линкор «Ямато» идёт вдоль побережья Японии, пытаясь сбить с курса американцев. Его обнаруживают самолёты-разведчики 58-й оперативной группы ВМС США, и японцы пытаются их сбить, выдавая тем самым себя. Капитан приказывает брать курс на Окинаву, и «Ямато» отправляется в свой последний поход. Когда наблюдатели замечают движение армады бомбардировщиков и торпедоносцев, экипаж открывает огонь по вражеской авиации, вступая в неравный и безнадёжный бой. Многочисленные попадания авиабомб и торпед, а также очереди из пушек и пулемётов приводят к гибели почти всего экипажа, начиная от расчётов орудий и заканчивая радистами и медиками: среди жертв оказывается мичман Караки. Камио, Утида и Мориваки держат оборону втроём, сбивая из зенитных орудий американские самолёты, но силы неравны.
Адмирал Ито и капитан Косаку Аруга, осознавая безнадёжность положения, приказывают всем уцелевшим немедленно покинуть корабль, а сами остаются на борту, чтобы погибнуть вместе с кораблём. Упирающегося Камио всё же выбрасывают за борт Утида и Мориваки: радист пытается вызвать эсминцы на помощь, чтобы они забрали выживших, однако в этот момент в помещение заливается вода. Получивший огромный крен корабль взрывается и идёт ко дну. Гибнет Ниси, несмотря на судорожные попытки Камио спасти его. Мичман Мориваки помогает привязать Камио к верёвке, на которой его подымают на борт спасательного судна, а сам тонет.
Приближаясь в наши дни к месту крушения, постаревший Камио теряет сознание, однако Макико Утида и помощник Камио, Ацуси, спасают жизнь старого моряка. Пришедший в себя Камио горестно констатирует, что не смог спасти никого из тех, кто его любил: матери Ниси он вынужден был признаться, что её сын погиб «геройской смертью», поскольку слышал от неё укоряющий вопрос, почему Камио всё же остался в живых. Таэко, работавшая на заводе в Хиросиме, погибла от последствий взрыва атомной бомбы, однако перед смертью встретилась с Камио и предложила имя для его будущей лодки — «Асукамару» (рассвет завтрашнего дня).
Прибыв утром 7 апреля 2005 года на место гибели линкора, Макико развеивает прах отца над морем, как он завещал, а Камио дарит ей кортик, который Утида получил от адмирала Исороку Ямамото и затем передал Камио на хранение. Постаревший Камио говорит девушке, что теперь понял, ради чего выжил, и что для него наконец-то закончилась эпоха Сёва. Все трое возвращаются на берег, а Макико возлагает цветы к памятнику погибшим в войне.

## В ролях
| Актёр           | Роль                                                          |
| --------------- | ------------------------------------------------------------- |
| Тацуя Накадай   | 75-летний Кацуми Камио                                        |
| Кэнъити Мацуяма | 15-летний Кацуми Камио гардемарин Императорского флота Японии |
| Такаси Соримати | мичман Сёхати Мориваки                                        |
| Сидо Накамура   | мичман Мамору Утида                                           |
| Кёка Судзуки    | Макико Утида дочь Мамору Утиды                                |
| Ю Аои           | Таэко Нодзаки возлюбленная Кацуми Камио                       |
| Дзюндай Ямада   | мичман Масао Караки                                           |
| Кэнта Утино     | гардемарин Тэцуя Ниси                                         |
| Кимико Ё        | Саё Ниси                                                      |
| Сосукэ Икэмацу  | Ацуси                                                         |
| Хироюки Хираяма | Тамаки                                                        |
| Умитаро Нодзаки | Дзиро Номура                                                  |
| Каёко Сираиси   | Суэ Камио                                                     |

## Производство
Съёмки «Ямато» проходили с марта по июнь 2005 года на заброшенной корабельной верфи компании Hitachi Zosen Corporation в Ономити, префектура Хиросима. На строительство декораций, полноразмерного макета корабля в масштабе один к одному и системы противовоздушной обороны порта было потрачено порядка 600 миллионов иен. В качестве стройматериала использовались фанера и стеклопластик. Соединительные заклёпки и сварочные швы на поверхностях также формировались искусственно и окрашивались под цвет атмосферного старения. Сооружения правого борта, кормовая секция и орудия А-башни не создавались, поскольку события фильма происходят на правом борту корабля. Также, из-за необходимости соблюдать японские законы о  строительных стандартах, оказалось невозможным создать в полном объёме башенноподобную надстройку возвышавшуюся в оригинале над верхней палубой на 28 метров. Кроме того, на фазе постпродакшна были задействованы фотоснимки модели судна из музея «Ямато», выполненные в масштабе 1:10. Интерьерные съёмки проходили в павильонах студии, хотя часть внутренних помещений, а также гребные винты, были построены в непосредственной близости от макета корабля.
По завершении съёмочного процесса набор декораций был открыт для посещения публики 17 июля 2005 года. Выставка длилась до 7 мая 2006 года. За это время её смогли посетить около одного миллиона посетителей. Демонтаж декораций начался спустя четыре дня и завершился 13 июня 2006 года. Копии корабельных орудий были перемещены в музей Ямато в Куре, в то время как город Ономити пожелал сохранить гребные винты и костюмы персонажей фильма.

## История проката
«Ямато» вышел на большой экран 17 декабря 2005 года. Премьера состоялась в более чем 290 кинотеатрах по всей территории Японии. В рамках маркетинговой кампании, одновременно с выходом фильма, фирмой Tamiya была выпущена пластиковая модель линкора, а также диорама затонувших останков судна в масштабе 1:350.
Прокат фильма на родине сопровождался внушительным коммерческим успехом, собрав в Японии в общем зачёте 5,11 миллиарда иен. Отзывы критики были также благожелательны. Так, Марк Шиллинг из The Japan Times отметил, что лента явно создавалась для домашней аудитории, высоко при этом отозвавшись об актёрской игре ряда персонажей. Обозреватели из США характеризовали картину как комбинацию из «Титаника» и «Пёрл-Харбора» с концовкой в духе начальной сцены из «Спасения рядового Райана».

## Награды и номинации
Список наград и номинаций приведён в соответствии с данными IMDb.

### Награды
| Год  | Событие                  | Номинация                            | Награждённый                                                                   |
| ---- | ------------------------ | ------------------------------------ | ------------------------------------------------------------------------------ |
| 2006 | Премия «Синяя лента»     | Лучшая режиссура                     | Дзюнъя Сато                                                                    |
| 2006 | Премия Hochi Film        | Лучший новый актёр                   | Кэнъити Мацуяма (совместно с фильмом «Тетрадь смерти»)                         |
| 2006 | Премия Nikkan Sports     | Приз Юдзиро Исихары                  | Дзюнъя Сато                                                                    |
| 2007 | Премия японской академии | Лучшая работа художника-постановщика | Тосиюки Мацумия, Нориюки Кондо                                                 |
| 2007 | Премия японской академии | Лучший звук                          | Нобухико Мацукагэ, Тэцуо Сэгава                                                |
| 2007 | Кинофестиваль в Иокогаме | Лучший новый талант                  | Кэнъити Мацуяма (совместно с фильмами «Тетрадь смерти» и «Спроси у беспалого») |

### Номинации
| Год  | Событие                  | Номинация                         | Номинант         |
| ---- | ------------------------ | --------------------------------- | ---------------- |
| 2007 | Премия японской академии | Лучший фильм                      |                  |
| 2007 | Премия японской академии | Лучшая режиссура                  | Дзюнъя Сато      |
| 2007 | Премия японской академии | Лучшая женская роль второго плана | Ю Аои            |
| 2007 | Премия японской академии | Лучшая операторская работа        | Ёситака Сакамото |
| 2007 | Премия японской академии | Лучший монтаж                     | Такэо Ёнэда      |
| 2007 | Премия японской академии | Лучший свет                       | Такэси Окубо     |
| 2007 | Премия японской академии | Лучшая музыка                     | Дзё Хисаиси      |